# Johannes Josephsen
Simon Eskild Johannes Isak Josephsen (* 11. Mai 1868 in Qaqortoq; † 13. Juli 1931 ebenda) war ein grönländischer Landesrat.

## Leben
Johannes Josephsen war der Sohn von Joseph Pavia und seiner Frau Christiana Amalia Johanne. Er war als Jäger tätig und saß von 1911 bis 1916 in der ersten Legislaturperiode im südgrönländischen Landesrat. Er starb 1931 im Alter von 63 Jahren eines natürlichen Todes.